# Kruisafneming (Rubens, Rijsel)
De kruisafneming (Frans: La Descente de croix) is een schilderij van Peter Paul Rubens dat hij maakte rond 1616-17. Onderzoek heeft aangetoond dat hij het grotendeels zelf geschilderd heeft. Het geldt als een hoogtepunt van de collectie van het Museum voor Schone Kunsten in Rijsel en als een van de belangrijkste werken van Rubens in Frankrijk.

## Herkomst
Rubens schilderde zijn eerste en bekendste kruisafneming in 1611 en 1612 als altaarstuk voor het kolveniersgilde in de Onze-Lieve-Vrouwekathedraal in Antwerpen. Deze kruisafneming maakte deel uit van een drieluik. Voor het hoofdaltaar van het niet meer bestaande kapucijnenklooster van Rijsel maakte hij een op zichzelf staand schilderij met hetzelfde thema. Het altaarstuk werd tijdens de revolutie in beslag genomen en in 1803 toegewezen aan het Museum voor Schone Kunsten in Rijsel.

## Voorstelling
Op het schilderij is te zien hoe het dode lichaam van Christus van het kruis wordt gehaald. Bovenin maken Nikodemus (rechts) en Jozef van Arimathea (links) met de hulp van een dienaar het lichaam los, terwijl Johannes aan de onderkant ondersteuning biedt. Aan de voet van het kruis zijn de drie Maria's afgebeeld, de Maagd Maria, Maria Magdalena en Maria van Klopas. Links betreedt een oude vrouw die niet op de voorbereidende schets staat de scène. Op de achtergrond daalt een figuur de ladder af waarop Jozef staat. De plooien van de jurk van Maria Magdalena, het koperen bekken, de doornenkroon, de met bloed bevlekte lendendoek, de spons en de spijkers vormen een stilleven onderaan het schilderij.
Tijdens zijn verblijf in Rome maakte Rubens al een tekening van kruisafneming waarbij hij zich liet inspireren door een muurschildering van Daniele da Volterra in de Trinità dei Monti. Ook de werken van Caravaggio uit die tijd, zoals De graflegging, vonden weerklank bij Rubens. Vergeleken met het altaarstuk in Antwerpen, heeft het schilderij in Rijsel een grotere emotionele lading. Rubens sloot hiermee aan bij de laat-middeleeuwse emotionaliteit die hij gekend moet hebben van Vlaamse en Duitse altaarstukken. De kruisafneming in Lille benadrukt het lijden van Christus en het verdriet van zijn moeder en vrienden. Door de figuren anders te positioneren, brengt hij de gezichten van Jezus en zijn moeder Maria vlak bij elkaar, een voorafschaduwing van de lamentatie, een onderwerp dat Rubens meermaals tot thema nam in die tijd. De bebloede hand van Jezus waarop Maria Magdalena haar lippen drukt en Johannes die recht in de wond in zijn zij kijkt, kunnen gezien worden als symbolen voor de eucharistie. Deze weergave past geheel bij de denkbeelden van de Contrareformatie en de kloosterordes waarvoor de schilder werkte.

## Afbeeldingen

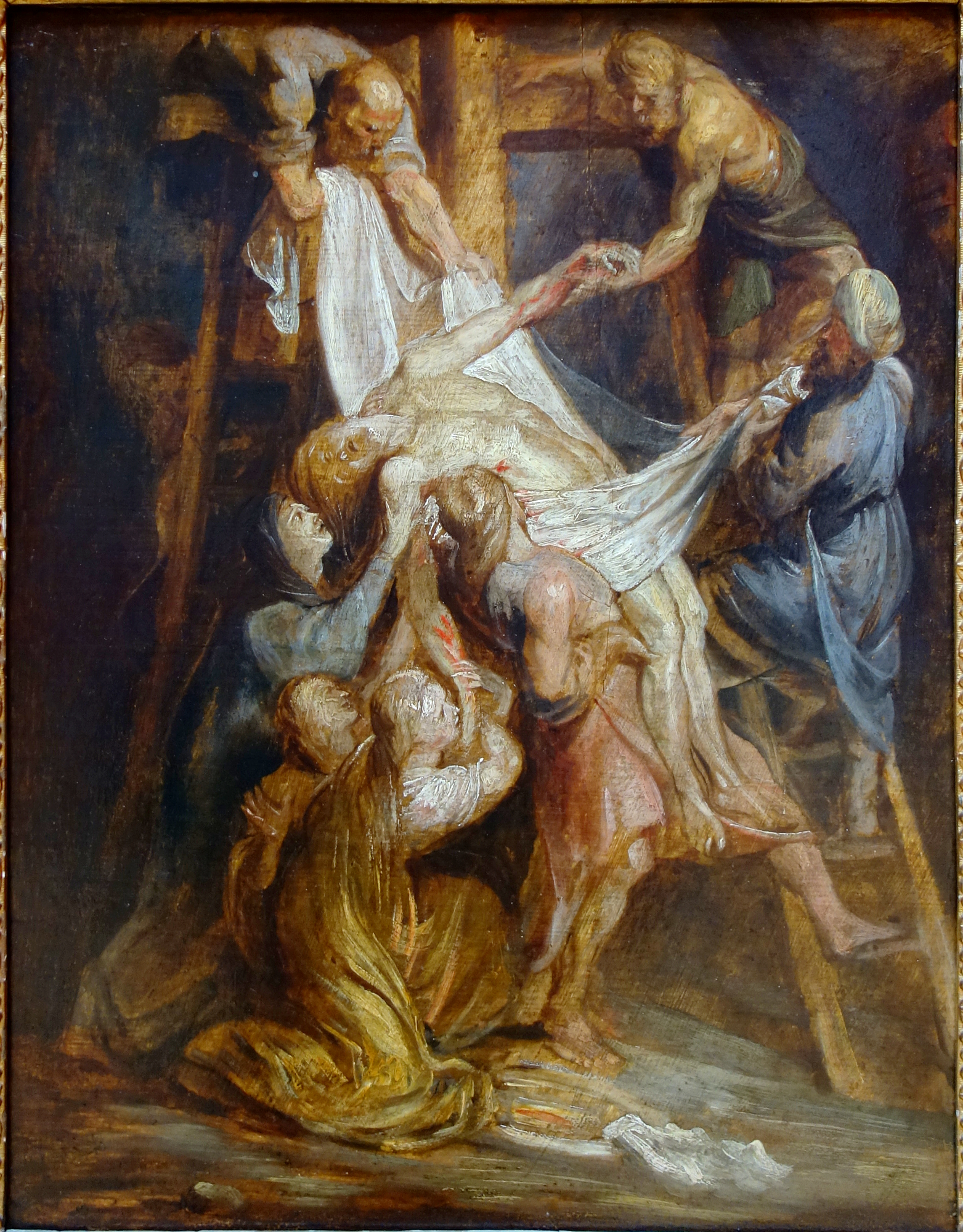
Voorbereidende schets
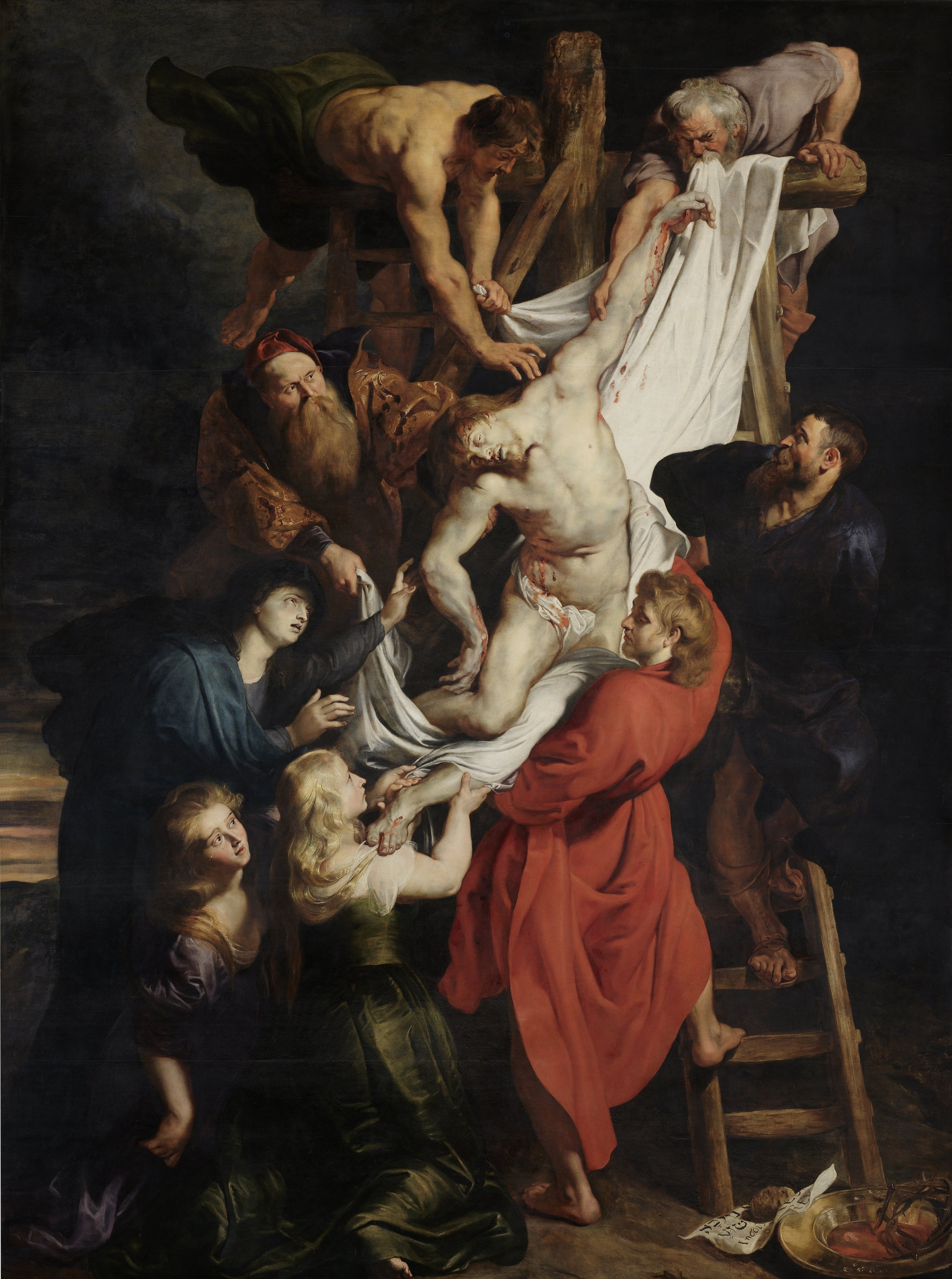
De kruisafneming (1611-1614)
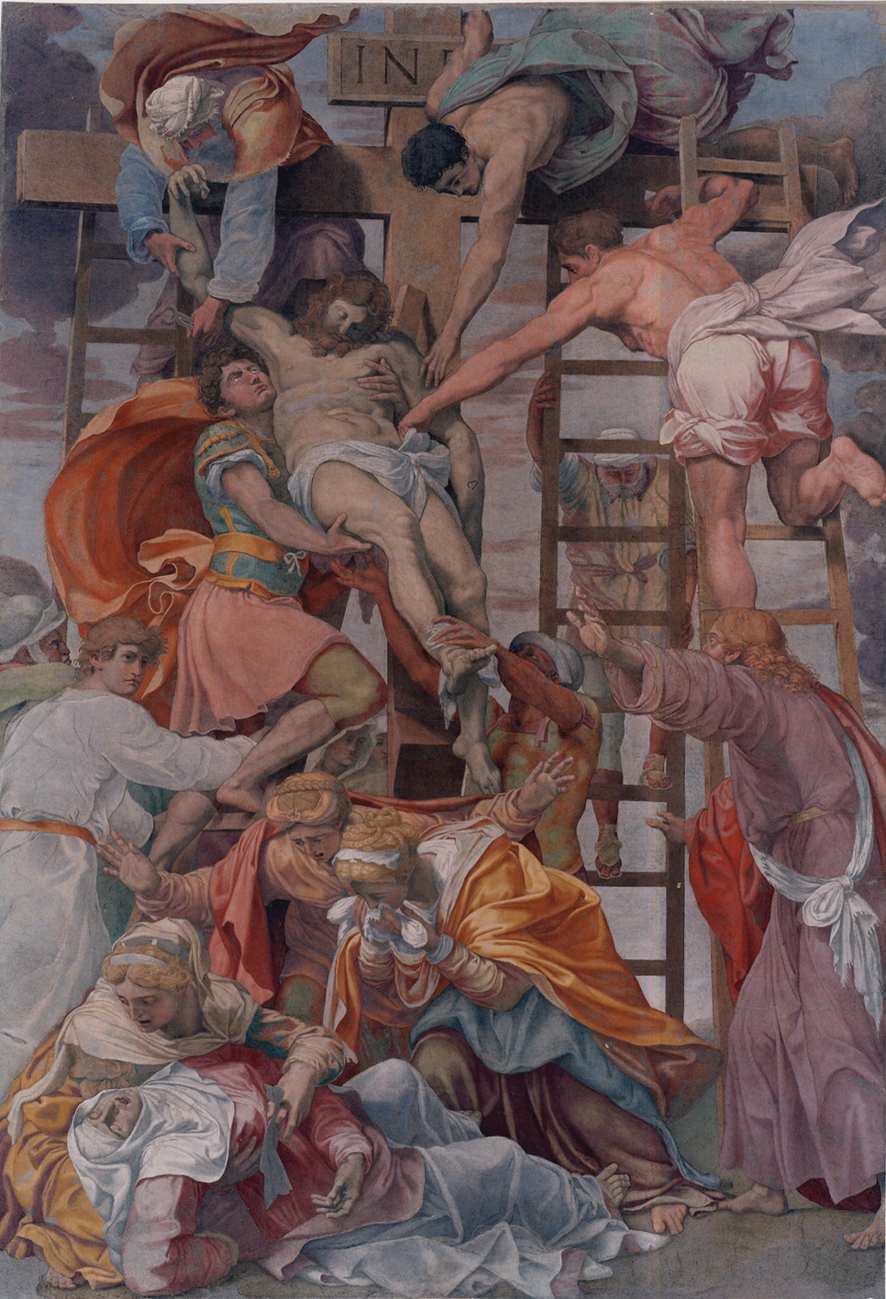
Kruisafneming - Daniele da Volterra
De graflegging - Caravaggio